# 88-й окремий батальйон морської піхоти (Україна)
88-й окремий батальйон морської піхоти (88 ОБМП, в/ч А2613) — підрозділ морської піхоти ВМС Збройних сил України. Дислокується в місті Болграді Одеської області. Входить до складу 35-ї окремої бригади морської піхоти.
2010 року в Болграді створили 12-ту механізовану бригаду, яка 2012 року була переформована на 88-й окремий аеромобільний батальйон. 2014 року батальйон брав участь у війні на сході України. 2018 року батальйон передали до морської піхоти. Після російського вторгнення 2022 року обороняв острів Зміїний, брав участь у Херсонському контрнаступі, воював на Авдіївському, Запорізькому напрямках, на Донеччині.

## Історія
За радянських часів в місті Болграді дислокувалася 98-ма гвардійська повітряно-десантна дивізія. В 1993 році її розділили між Збройними силами України та Росії, з її підрозділів в Україні створили 1-шу аеромобільну дивізію. В 2003 році 1 АеМД розформували.
1 жовтня 2010 року в Болграді почали формувати 12-ту механізовану бригаду 6-го гвардійського армійського корпусу. Протягом декількох місяців з'явилися штаб і рота матеріального забезпечення, почалися роботи з ремонту закинутого казармово-житлового фонду, об'єктів побутового обслуговування, навчально-матеріальної бази, вдалося частково відновити злітно-посадкову смугу Болградського аеродрому, розграбовану в 2007 році. Через рік керівництво ЗС України вирішило передислокувати в Одеську область вже існуюче з'єднання — 51 окрему механізовану бригаду.
У грудні 2012 року, після чергової зміни керівництва Міністерства оборони й Головнокомандувача Збройних Сил України, ідею переміщення до Болграда 51-ї бригади відкинули. 12-та окрема механізована бригада, яка через відсутність фінансування так і не перетворилася на повноцінну бойову одиницю та існувала виключно на папері, була розформована. Вирішили, що дешевше передислокувати до Болграда десантний батальйон. Для цього на південний захід з м. Миколаєва було передислоковано підрозділ 79-ї аеромобільної бригади. Частина отримала назву 88-й окремий аеромобільний батальйон, він мав на озброєнні військово-транспортні вертольоти Мі-8. Командувати військовою частиною було призначено майора Олександра Луценка (раніше обіймав посаду начальника штабу першого батальйону 79 ОАеМБр).

### Російсько-українська війна
З травня 2014 року батальйон брав участь у війні на сході України.
У вересні 2016 року батальйон перетворили на 88-й окремий десантно-штурмовий батальйон.
24 серпня 2017 року, в ході проведення урочистостей в м. Києві на честь 26-ї річниці Незалежності України, Президент України Петро Порошенко вручив 88-му окремому десантно-штурмовому батальйону бойовий прапор. 5 вересня бойовий прапор представили у військовій частині у Болграді.
У листопаді 2018 року батальйон передали до складу новоствореної 35-ї окремої бригади морської піхоти, його перейменували на 88-й окремий батальйон морської піхоти.
Протягом 2019—2020 років чверть сержантського складу частини отримали сертифікати інструкторів та менторів за програмою тренувального курсу ORBITAL міністерства оборони Великої Британії.
2021 року батальйон взяв участь у кількох міжнародних навчаннях: Warrior Watcher, Riverain, Agile Spirit, Sea Breeze.

### Російське вторгнення 2022 року
На початку повномасштабного вторгнення військовослужбовці батальйону брали участь у обороні острова Зміїний. Виконували завдання з недопущення ймовірної висадки російського десанту на узбережжі Одеської області.
Влітку 2022 року батальйон брав участь у Херсонському контрнаступі, зокрема штурмував Давидів Брід.
З листопада 2022 року по травень 2023 року батальйон воював на Авдіївському напрямку.
З червня 2023 року батальйон воював на Запорізькому напрямку.
2 липня 2023 року 88 ОБМП указом Президента України Володимира Зеленського відзначений почесною відзнакою «За мужність та відвагу».
У вересні 2023 року батальйон вивели із Запорізького напрямку.
Підрозділи батальйону брали участь[коли?] у звільненні населених пунктів Сторожове, Старомайорське та Урожайне Великоновосілківської селищної громади Волноваського району Донецької області.
На травень 2024 року батальйон перебував на Херсонському напрямку.

## Структура
- 1 десантно-штурмова рота
- 2 десантно-штурмова рота
- 3 десантно-штурмова рота
- мінометна батарея
- гаубична артилерійська батарея
- рота вогневої підтримки
- зенітний артилерійський взвод
- зенітний ракетний взвод
- розвідувальний взвод
- снайперський взвод
- відділення зв'язку
- відділення БПЛА
- інженерно-технічний взвод
- господарський взвод
- медичний пункт

## Командування
- 2013: майор Олександр Луценко[3]
- 2017: підполковник Олександр Кілафли[1][9]
- ?: підполковник Дробітько Олександр Вікторович[10].

## Втрати
- 2 жовтня 2022 - Володимир Кобилецький, 45 років. Матрос, позивний «Сивий». Загинув під час виконання бойового завдання у селі Давидів Брід Херсонської області[11].
- 22 червня 2023 — Самчук Юрій Олександрович, гранатометник. Загинув під час штурму в районі Макарівки Донецької області.[12][13]
- 20 липня 2023 — Лазарєв Григорій.[14]
- 6 листопада 2024 — Середа Олександр Вікторович, старший лейтенант.[15]